# Andrène des claytonies
Andrena erigeniae
Espèce
L'Andrène des claytonies (Andrena erigeniae) est une espèce d'andrènes de la famille des Andrenidae. Cette espèce est présente en Amérique du Nord,,.

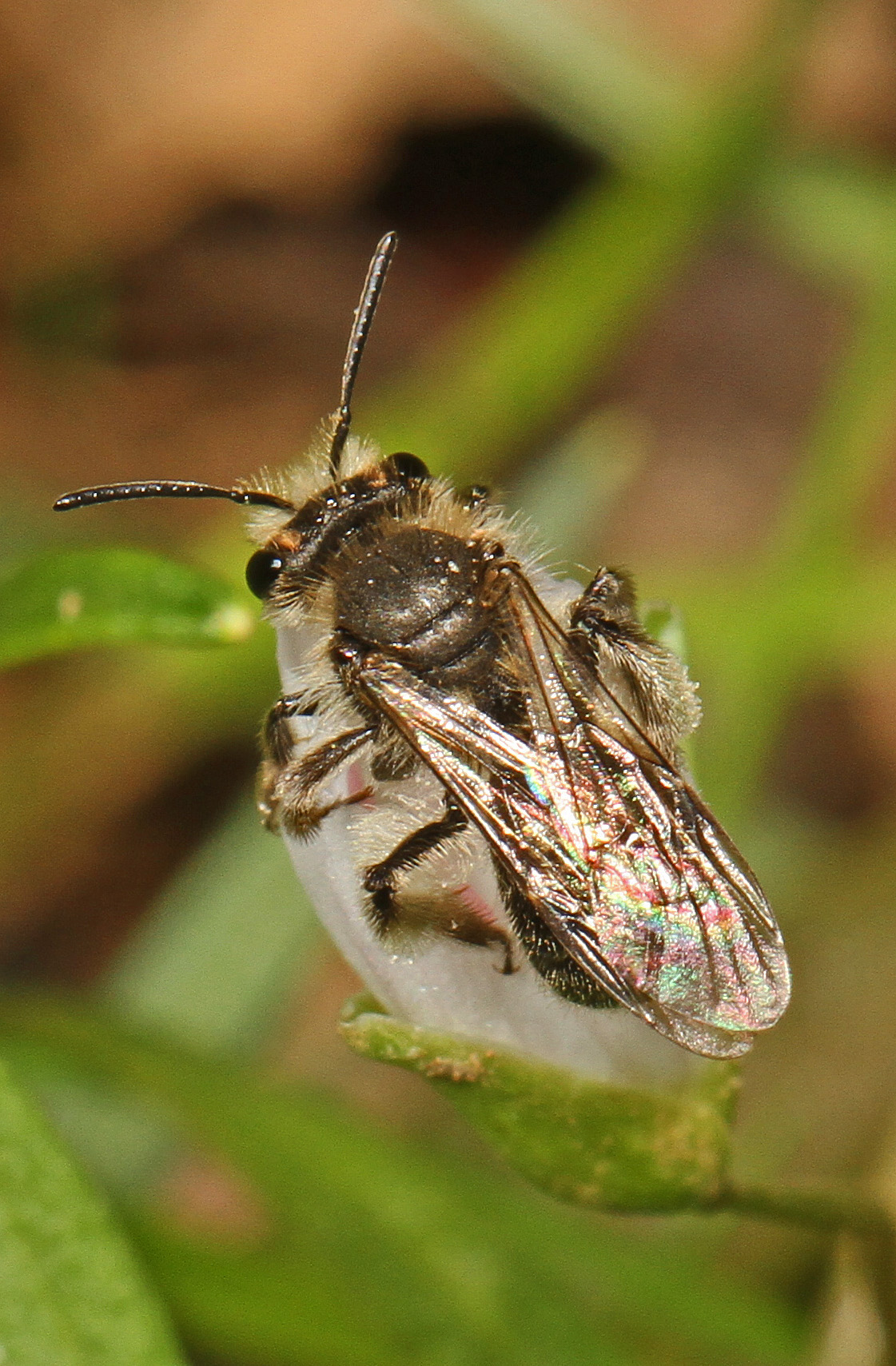
Andrène des claytonies, Andrena erigeniae.

## Description
Andrena asteris mesure 8 à 9 mm pour la femelle, et 7 à 8 mm pour le mâle.

## Publication originale
- (en) Charles Robertson, « Descriptions of New Species of North American Bees », Transactions of the American Entomological Society, vol. 18,‎ 1891, p. 49-66 (ISSN 0002-8320 et 2162-3139, JSTOR 25076556, lire en ligne).